# La Haye-Bellefond
La Haye-Bellefond és un municipi francès situat al departament de la Manche i a la regió de Normandia. L'any 2007 tenia 73 habitants.

## Demografia

### Població
El 2007 la població de fet de La Haye-Bellefond era de 73 persones. Hi havia 28 famílies de les quals 8 eren unipersonals (8 homes vivint sols), 8 parelles sense fills i 12 parelles amb fills.
La població ha evolucionat segons el següent gràfic:
Habitants censats

### Habitatges
El 2007 hi havia 41 habitatges, 28 eren l'habitatge principal de la família, 7 eren segones residències i 6 estaven desocupats. 40 eren cases i 1 era un apartament. Dels 28 habitatges principals, 19 estaven ocupats pels seus propietaris i 9 estaven llogats i ocupats pels llogaters; 1 tenia tres cambres, 11 en tenien quatre i 16 en tenien cinc o més. 21 habitatges disposaven pel capbaix d'una plaça de pàrquing. A 11 habitatges hi havia un automòbil i a 13 n'hi havia dos o més.

### Piràmide de població
La piràmide de població per edats i sexe el 2009 era:
| Homes | Edats   | Dones |
| ----- | ------- | ----- |
| 0     | 95 o +  | 0     |
| 0     | 90 a 94 | 0     |
| 0     | 85 a 89 | 0     |
| 0     | 80 a 84 | 0     |
| 0     | 75 a 79 | 0     |
| 0     | 70 a 74 | 4     |
| 8     | 65 a 69 | 4     |
| 0     | 60 a 64 | 0     |
| 0     | 55 a 59 | 0     |
| 0     | 50 a 54 | 0     |
| 8     | 45 a 49 | 4     |
| 0     | 40 a 44 | 4     |
| 4     | 35 a 39 | 4     |
| 0     | 30 a 34 | 0     |
| 0     | 25 a 29 | 0     |
| 0     | 20 a 24 | 4     |
| 0     | 15 a 19 | 4     |
| 0     | 10 a 14 | 0     |
| 4     | 5 a 9   | 8     |
| 4     | 0 a 4   | 0     |

## Economia
El 2007 la població en edat de treballar era de 41 persones, 35 eren actives i 6 eren inactives. Les 35 persones actives estaven ocupades(21 homes i 14 dones).. De les 6 persones inactives 3 estaven jubilades, 1 estava estudiant i 2 estaven classificades com a «altres inactius».
Activitats econòmiques
L'únic establiment que hi havia el 2007 era d'una empresa de comerç i reparació d'automòbils.
L'any 2000 a La Haye-Bellefond hi havia 8 explotacions agrícoles que ocupaven un total de 236 hectàrees.

## Poblacions més properes
El següent diagrama mostra les poblacions més properes.